# Эса’ала
Округ Эса'ала (англ. Esa'ala District) — административно-территориальная единица в провинции Милн-Бей, Папуа — Новая Гвинея. Население, по оценкам 2000 года, составляло 42 644, или 42 493, или около 45 000 человек. Мужчины — 51,6 %, женщины — 48,3 %. Возрастной состав: до 15 лет — 18513, 15—64 года — 23101, старше 65 лет — 1030 человек.
В состав округа входят острова Д'Антркасто: Фергуссон, Норманби, Санароа, Добу и несколько более мелких. Округу присвоен HASC-код PG.MB.EA. В округе находится длинная пещера Эса'ала глубиной 376 метров.
Доходы населения низки, поступают от продажи рыбы, продуктов питания, бетельных орехов (плодов бетелевой пальмы), кокосов, копры. Сельское хозяйство преимущественно низкой интенсивности, выращиваются вышеупомянутые растения.